# Oxydia caucaria
Oxydia caucaria là một loài bướm đêm trong họ Geometridae.